# Ankaratra

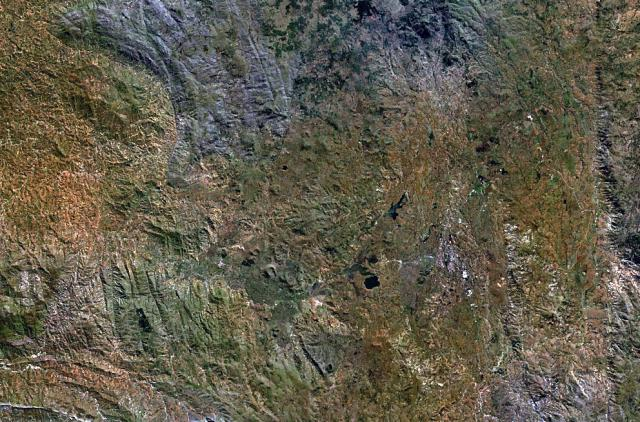
El campo volcánico Ankaratra en el centro de Madagascar.

Ankaratra es un volcán inactivo ubicado cerca de 50 kilómetros al suroeste de Antananarivo, la capital de Madagascar. Yace entre las poblaciones de Arivonimamo al norte, Ambatolampy al este, Faratsiho al occidente y Betafo al sur. Algunas trazas de actividad persisten en la parte sur de su ubicación, originando fuentes termales en los alrededores de Antsirabe.
El pico más alto de Ankaratra es el Tsiafajavona, a 2,642 metros sobre el nivel del mar.